# 736 (szám)
A 736 (római számmal: DCCXXXVI) egy természetes szám.

## A szám a matematikában
A tízes számrendszerbeli 736-os a kettes számrendszerben 1011100000, a nyolcas számrendszerben 1340, a tizenhatos számrendszerben 2E0 alakban írható fel.
A 736 páros szám, összetett szám, Harshad-szám, szép Friedman-szám (mivel 736 = 7 + 36). Kanonikus alakban a 25 · 231 szorzattal, normálalakban a 7,36 · 102 szorzattal írható fel. Tizenkét osztója van a természetes számok halmazán, ezek növekvő sorrendben: 1, 2, 4, 8, 16, 23, 32, 46, 92, 184, 368 és 736.
Középpontos hétszögszám. Nyolcszögszám.